# Mistrzostwa Świata Juniorów w Narciarstwie Alpejskim 2022
41. Mistrzostwa świata juniorów w narciarstwie alpejskim – zawody w narciarstwie alpejskim, które odbyły się w dniach 1 – 9 marca 2022 roku na trasach w kanadyjskiej Panoramie. 
Były to czwarte zawody tego cyklu rozgrywane w Kanadzie i równocześnie pierwsze w tej miejscowości.

## Wyniki
| Pozycja | Zawodnik               | Narodowość | Czas    |
| ------- | ---------------------- | ---------- | ------- |
|         | Giovanni Franzoni      | Włochy     | 1:25,56 |
|         | Franjo von Allmen      | Szwajcaria | 1:25,80 |
|         | Luis Vogt              | Niemcy     | 1:26,14 |
| 4.      | Léo Ducros             | Francja    | 1:26,23 |
| 5.      | Charles Gamel Seigneur | Francja    | 1:26,69 |
| 6.      | Raphaël Lessard        | Kanada     | 1:26,85 |

| Pozycja | Zawodniczka     | Narodowość        | Czas    |
| ------- | --------------- | ----------------- | ------- |
|         | Magdalena Egger | Austria           | 1:28,33 |
|         | Emma Aicher     | Niemcy            | 1:28,46 |
|         | Lauren Macuga   | Stany Zjednoczone | 1:28,58 |
| 4.      | Delia Durrer    | Szwajcaria        | 1:28,60 |
| 5.      | Alena Labaštová | Czechy            | 1:28,93 |
| 5.      | Lisa Nyberg     | Szwecja           | 1:28,93 |

| Pozycja | Zawodnik          | Narodowość        | Czas    |
| ------- | ----------------- | ----------------- | ------- |
|         | Isaiah Nelson     | Stany Zjednoczone | 1:06,57 |
|         | Franjo von Allmen | Szwajcaria        | 1:06,70 |
|         | Giovanni Franzoni | Włochy            | 1:06,98 |
| 4.      | Marco Abbruzzese  | Włochy            | 1:07,16 |
| 4.      | Raphale Riederer  | Austria           | 1:07,16 |
| 6.      | Gerrit van Soest  | Kanada            | 1:07,30 |

| Pozycja | Zawodniczka          | Narodowość        | Czas    |
| ------- | -------------------- | ----------------- | ------- |
|         | Magdalena Egger      | Austria           | 1:08,34 |
|         | Ava Sunshine Jemison | Stany Zjednoczone | 1:08,79 |
|         | Victoria Olivier     | Austria           | 1:09,05 |
| 4.      | Emma Aicher          | Niemcy            | 1:09,19 |
| 5.      | Alena Labaštová      | Czechy            | 1:09,28 |
| 6.      | Cassidy Gray         | Kanada            | 1:09,37 |

| Pozycja | Zawodnik              | Narodowość | Czas    |
| ------- | --------------------- | ---------- | ------- |
|         | Alexander Steen Olsen | Norwegia   | 2:39,24 |
|         | Filippo Della Vite    | Włochy     | 2:39,84 |
|         | Lukas Passrugger      | Austria    | 2:40,14 |
| 4.      | Oscar Zimmer          | Norwegia   | 2:40,26 |
| 5.      | Giovanni Franzoni     | Włochy     | 2:40,49 |
| 6.      | Lukas Feurstein       | Austria    | 2:40,52 |

| Pozycja | Zawodniczka      | Narodowość | Czas    |
| ------- | ---------------- | ---------- | ------- |
|         | Magdalena Egger  | Austria    | 2:31,02 |
|         | Emma Aicher      | Niemcy     | 2:31,24 |
|         | Zrinka Ljutić    | Chorwacja  | 2:40,03 |
| 4.      | Lisa Nyberg      | Szwecja    | 2:40,24 |
| 5.      | Annette Belfrond | Włochy     | 2:40,33 |
| 6.      | Rosa Pohjolainen | Finlandia  | 2:40,72 |

| Pozycja | Zawodnik                | Narodowość | Czas    |
| ------- | ----------------------- | ---------- | ------- |
|         | Alexander Steen Olsen   | Norwegia   | 1:33,11 |
|         | Fabian Ax Swartz        | Szwecja    | 1:34,12 |
|         | Linus Witte             | Niemcy     | 1:34,25 |
| 4.      | Alban Elezi Cannaferina | Francja    | 1:34,54 |
| 5.      | Joshua Sturm            | Austria    | 1:34,78 |
| 6.      | Eirik Hystad Solberg    | Norwegia   | 1:34,98 |

| Pozycja | Zawodniczka          | Narodowość | Czas    |
| ------- | -------------------- | ---------- | ------- |
|         | Zrinka Ljutić        | Chorwacja  | 1:39,88 |
|         | Emma Aicher          | Niemcy     | 1:40,72 |
|         | Moa Boström Müssener | Szwecja    | 1:41,09 |
| 4.      | Marie Lamure         | Francja    | 1:41,27 |
| 5.      | Annette Belfrond     | Włochy     | 1:41,55 |
| 6.      | Lisa Nyberg          | Szwecja    | 1:41,65 |

| Pozycja | Zawodnik                 | Narodowość | Czas    |
| ------- | ------------------------ | ---------- | ------- |
|         | Giovanni Franzoni        | Włochy     | 2:02,88 |
|         | Marco Abbruzzese         | Włochy     | 2:02,94 |
|         | Franjo von Allmen        | Szwajcaria | 2:02,94 |
| 4.      | Kilian Pramstaller       | Austria    | 2:03,29 |
| 5.      | Reto Mächler             | Szwajcaria | 2:03,85 |
| 6.      | Christian Oliveira Søvik | Norwegia   | 2:03,98 |

| Pozycja | Zawodniczka      | Narodowość | Czas    |
| ------- | ---------------- | ---------- | ------- |
|         | Marie Lamure     | Francja    | 2:03,73 |
|         | Magdalena Egger  | Austria    | 2:04,10 |
|         | Aline Höpli      | Szwajcaria | 2:04,37 |
| 4.      | Lisa Nyberg      | Szwecja    | 2:04,52 |
| 5.      | Zrinka Ljutić    | Chorwacja  | 2:04,54 |
| 6.      | Rosa Pohjolainen | Finlandia  | 2:04,68 |

### Drużynowo
| Konkurencja           | Data    | Złoto                                                                          | Srebro                                                                       | Brąz                                                                     |
| Rywalizacja drużynowa | 7 marca | Kanada Cassidy Gray · Étienne Mazellier · Justine Lamontagne · Raphaël Lessard | Austria Victoria Olivier · Joshua Sturm · Magdalena Egger · Lukas Passrugger | Szwajcaria Delphine Darbellay · Reto Mächler · Delia Durrer · Eric Wyler |

## Klasyfikacja medalowa
| Miejsce | Państwo           |   |   |   | złoto · srebro · brąz |
| ------- | ----------------- | - | - | - | --------------------- |
| 1       | Austria           | 3 | 2 | 2 | 7                     |
| 2       | Włochy            | 2 | 2 | 1 | 5                     |
| 3       | Norwegia          | 2 | 0 | 0 | 2                     |
| 4       | Stany Zjednoczone | 1 | 1 | 1 | 3                     |
| 5       | Chorwacja         | 1 | 0 | 1 | 2                     |
| 6       | Francja           | 1 | 0 | 0 | 1                     |
| 6       | Kanada            | 1 | 0 | 0 | 1                     |
| 8       | Szwajcaria        | 0 | 3 | 2 | 5                     |
| 8       | Niemcy            | 0 | 3 | 2 | 5                     |
| 10      | Szwecja           | 0 | 1 | 1 | 2                     |